# Celaena
Celaena is een geslacht van vlinders uit de familie Noctuidae.

## Soorten
- Celaena dolia
- Celaena haworthii (Curtis, 1829) - Wollegrasuil
- Celaena intractata
- Celaena japonica
- Celaena plagifera
- Celaena reniformis